# Landschaftsschutzgebiet Offenland um Enste

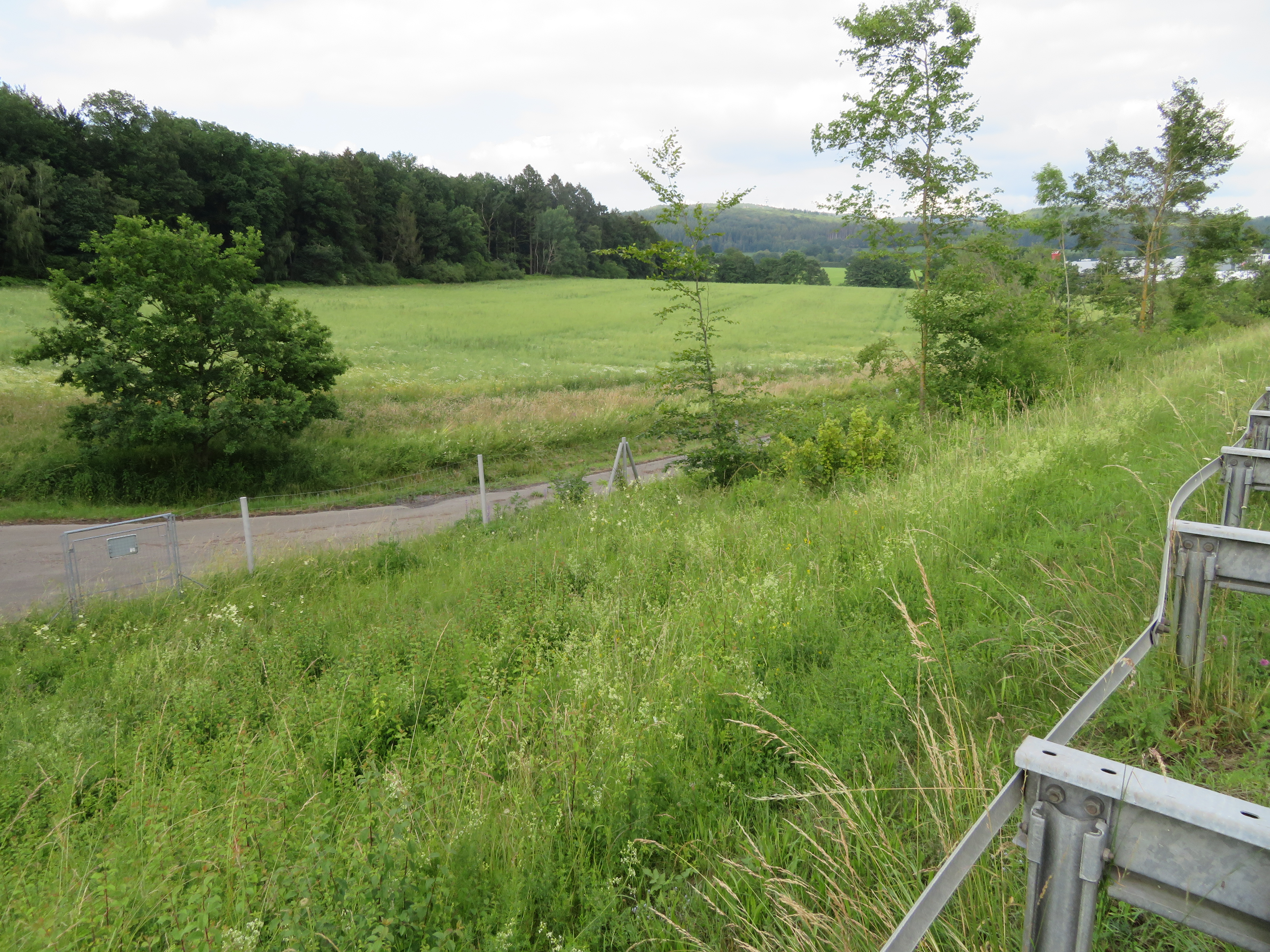
Landschaftsschutzgebiet Offenland um Enste

Das Landschaftsschutzgebiet Offenland um Enste mit 72,56 ha  liegt um Enste im Stadtgebiet von Meschede im Hochsauerlandkreis. Es wurde 1994 mit dem Landschaftsplan Meschede durch den Kreistag des Hochsauerlandkreises als Landschaftsschutzgebiet (LSG) vom Typ B, Kleinflächiger Landschaftsschutz, mit dem Namen Landschaftsschutzgebiet Ortsnahe Freiflächen bei Enste und einer Flächengröße von 101,1 ha ausgewiesen. Das LSG gehört zum Naturpark Sauerland-Rothaargebirge. 1994 befanden sich darin landwirtschaftliche Offenlandbereiche mit überwiegend Ackerflächen. Das LSG wurde bei der Ausweisung bis zur Realisierung des schon damals gültigen Bebauungsplans temporär ausgewiesen. Der südliche Teil des LSG wurde ins Industriegebiet Enste umgewandelt und bebaut. Bei der Neuaufstellung des Landschaftsplanes Meschede wurde es als LSG vom Typ B Ortsrandlagen, Landschaftscharakter, deutlich verkleinert und mit verändertem Namen erneut ausgewiesen.

## Gebietsbeschreibung
Das LSG Gebiet umfasst ab 2020 das gesamte Offenland, das um Enste nach der Ausweitung der Gewerbeflächen nördlich über die A 46 hinaus noch übriggeblieben ist. Der südliche Teil des LSG wurde zum Gewerbegebiet Enste und wurde bis 2020 überwiegend bebaut.
Im LSG liegen hauptsächlich Acker- und Grünlandflächen. Einige Grünlandflächen am Dorf werden als Pferdeweiden durch örtliche Pferdebesitzer bzw. durch einen Reiterhof genutzt.
Die offenen Bäche, ein Teich von 0,014 ha Flächengröße und zwei Seggen- und binsenreiche Nasswiesen mit 0,339 ha Größe innerhalb des LSG stehen unter dem gesetzlichen Biotopschutz nach § 30 BNatSchG.
Im November 2022 wurden am Gewerbegebiet Enste auf zwei Flächen des früheren Landschaftsschutzgebiet Ortsnahe Freiflächen bei Enste junge Obstbäume, Apfelbäume, Birnbäume und Quittenbäume die 2022 erstmals Früchte trugen, ausgegraben. Die beiden Flächen wurden dann zur Erweiterung des Gewerbegebiets Enste genutzt. Diese Obstbäume waren einige Jahre vorher als Ausgleichsmaßnahme gepflanzt worden. Die ausgegrabenen Obstbäume pflanzte man auf eine neue Streuobstwiese am Dorfplatz Wehrstapel.

## Schutzzweck
Zum Schutzzweck der LSG vom Typ B Ortsrandlagen, Landschaftscharakter im Landschaftsplangebiet Meschede führt der Landschaftsplan auf: „Sicherung der Vielfalt und Eigenart der Landschaft im Nahbereich der Ortslagen sowie in alten landwirtschaftlichen Vorranggebieten insbesondere durch deren Offenhaltung; Erhaltung der Leistungsfähigkeit des Naturhaushalts hinsichtlich seines Artenspektrums und der Nutzungsfähigkeit der Naturgüter (hier: leistungsfähige Böden); Umsetzung der Entwicklungsziele 1.1 und – primär – 1.5 zum Schutz des spezifischen Charakters und der Identität der landschaftlichen Teilräume; entsprechend dem Schutzzweck unter 2.3.1 auch Ergänzung der strenger geschützten Teile dieses Naturraums durch den Schutz ihrer Umgebung vor Eingriffen, die den herausragenden Wert dieser Naturschutzgebiete und Schutzobjekte mindern könnten (Pufferzonenfunktion); Erhaltung der im gesamten Gebiet verstreut anzutreffenden kulturhistorischen Relikte.“

## Rechtliche Vorschriften
Wie in den anderen Landschaftsschutzgebieten im Stadtgebiet besteht im LSG ein Verbot Bauwerke zu errichten. Vom Verbot ausgenommen sind Bauvorhaben für Gartenbaubetriebe, Land- und Forstwirtschaft. Die Untere Naturschutzbehörde kann Ausnahme-Genehmigungen für Bauten aller Art erteilen. Wie in den anderen Landschaftsschutzgebieten vom Typ B in Meschede besteht im LSG ein Verbot der Erstaufforstung und Weihnachtsbaum-, Schmuckreisig- und Baumschul-Kulturen anzulegen.